# Ludovico Limentani
Ludovico Limentani (Ferrara, 28 agosto 1884 – Dolo, 7 luglio 1940) è stato un filosofo italiano.

## Biografia
Di formazione positivista, fu critico verso le sue forme più schematiche e deterministiche. Nella sua formazione, a partire dagli studi universitari a Padova, furono determinanti, oltre l'incontro con Roberto Ardigò quelli con Giovanni Vailati e Giovanni Marchesini.
I frutti maggiori del suo lavoro li diede nell'insegnamento di filosofia morale a Firenze, dove ebbe  colleghi come Alessandro Levi e Francesco De Sarlo e  allievi importanti quali Kurt Heinrich Wolff, Eugenio Garin e Aurelio Pace storico dell'Africa Contemporanea dell'UNESCO e padre dell'artista Joseph Pace.
Fondamentali sono i suoi studi su La previsione dei fatti sociali e La morale di Giordano Bruno.
In particolare negli studi su Giordano Bruno aveva dato un deciso rilievo alla biografia del nolano, essendo da questo punto di vista un innovatore, rispetto agli studi di un idealista come Giovanni Gentile che davano principale - per non dire esclusivo - risalto alla sua opera scritta.
Limentani fu allontanato dall'insegnamento universitario in quanto ebreo  con le leggi razziali fasciste del 1938.